# Франко-германская декларация (1938)
Франко-германская декларация (Декларация Бонне-Риббентропа, Пакт Бонне-Риббентропа, Франко-германское соглашение) — декларация, подписанная 6 декабря 1938 года в Париже министрами иностранных дел Франции и Германии Ж. Бонне и И. Риббентропом.

## Предыстория
Вскоре после мюнхенского договора 13 октября 1938 года между французским послом в Берлине Франсуа-Понсэ и статс-секретарем германского МИД Вейцзекером прошли переговоры о возможности заключения между Германией и Францией соглашений по финансовым вопросам, соглашений о консультациях и пакта о ненападении. 18 октября 1938 года Франсуа-Понсэ в беседе с Гитлером выдвинул ряд предложений, которые, по его мнению, могли бы послужить основой соглашения между двумя странами. В начале декабря 1938 года в Париж был приглашен Риббентроп. В ходе его визита 6 декабря 1938 года была подписана Франко-германская декларация.

## Декларация
Согласно декларации, оба правительства обязывались приложить все усилия для развития мирных и добрососедских отношений между своими странами. Указывалось, что между Францией и Германией нет никаких территориальных споров и что существующая граница между ними является окончательной. Было решено «поддерживать контакт друг с другом по всем вопросам, касающимся их стран, и совещаться между собой в случае, если бы эти вопросы в своём дальнейшем развитии могли привести к международным осложнениям»:
6 декабря 1938 г. Г-н Жорж Боннэ, министр иностранных дел Французской Республики, и г-н Иоахим Риббентроп, министр иностранных дел германского рейха, действуя от имени и по поручению своих правительств, при встрече в Париже 6 декабря 1938 г. согласились о нижеследующем:
1. Французское правительство и германское правительство полностью разделяют убеждение, что мирные и добрососедские отношения между Францией и Германией представляют собой один из существеннейших элементов упрочения положения в Европе и поддержания всеобщего мира. Оба правительства приложат поэтому все свои усилия к тому, чтобы обеспечить развитие в этом направлении отношений между своими странами.
2. Оба правительства констатируют, что между их странами не имеется более никаких неразрешенных вопросов территориального характера, и торжественно признают в качестве окончательной границу между их странами, как она существует в настоящее время.
3. Оба правительства решили, поскольку это не затрагивает их особых отношений с третьими державами, поддерживать контакт друг с другом по всем вопросам, интересующим обе их страны, и взаимно консультироваться в случае, если бы последующее развитие этих вопросов могло бы привести к международным осложнениям.
В удостоверение чего представители обоих правительств подписали настоящую Декларацию, которая немедленно вступает в силу.
Жорж Боннэ

Иоахим фон Риббентроп
Французский политик Поль Рейно писал позднее, что после переговоров с Риббентропом у Боннэ «сложилось впечатление, что отныне германская политика будет направлена на борьбу с большевизмом. Рейх дал понять о наличии у него стремления к экспансии в восточном направлении…». О чём Боннэ указывал в циркулярной записке французским послам.